# Леончук Марина Миколаївна
Мари́на Миколаївна Леончу́к — українська телеведуча, журналістка.

## Життєпис та кар'єра
Народилася 29 червня 1981 року у селі Сезенків, Баришівського району Київської області. У 2003 році закінчила Інститут журналістики Київського національного університету ім. Т. Шевченка.
На останніх курсах інституту почала працювати у газеті «Урядовий кур'єр», пізніше в газеті «Україна молода».
З 2002 по 2005 рік була ведучою програм ТРК «Радіо Ера-FM». З 2005 року була ведучою новин на одній зі столичних радіостанцій.
На телебачення потрапила випадково — телеканал «К1» шукав ведучу інформаційної програми, і Леончук пройшла кастинг.
7 травня 2007 року вперше з'явилась у кадрі. Почала працювати ведучою інформаційної програми «Один день» на телеканалі «К1».
З серпня 2008 року по серпень 2017 року була ведучою на телеканалі «1+1».
А саме: з серпня 2008 по серпень 2013 року була ведучою ТСН на телеканалі «1+1». Спочатку працювала у вечірньому блоці новин о 17:00, а після народження сина вела ранкові випуски ТСН.
З серпня 2013 по липень 2017 року в парі з Анатолієм Анатолічем вела ранкове шоу «Сніданок з 1+1».
У серпні 2017 року вела ранкове шоу «Сніданок з 1+1» в парі з Єгором Гордєєвим.
З серпня 2017 по вересень 2018 року була ведучою програми «Ранок. Ми всі.» на Прямому Каналі разом із співведучим Павлом Рольником, а з вересня 2018 по 2022 рік була ведучою вечірнього ток-шоу «Ситуація».
У 2013 році зіграла роль (Варвара Мартинюк) у фільмі «1+1 дома».